# Codons
Codons (en francès Coudons) és un municipi de la regió d'Occitània, al departament de l'Aude.